# 胡多耶兰斯科耶市镇
胡多耶兰斯科耶市镇（俄语：Худоеланское муниципальное образование）是俄罗斯联邦伊尔库茨克州下乌金斯克区所属的一个市镇。其下辖有6个居民点，行政中心为胡多耶兰斯科耶。据2016年统计，该市镇的人口为2230人。